# Idrossipropilcellulosa
L'idrossipropilcellulosa è un derivato della cellulosa, solubile in acqua a freddo e in vari solventi organici, ottenuto per trattamento con ossido di propilene.

## Chimica
Il polimero presenta la formazione di legami eterei, con l'introduzione di gruppi idrossipropilici che sono generalmente presenti in rapporto variabile da 0,02 a 0,3 moli per unità di monomero. Da notare che i gruppi idrossipropilici aggiungono un ulteriore -OH anch'esso in grado di reagire, pertanto, teoricamente, gli ossidrili sostituibili per unità di monomero sono maggiori di 3.
L'aggiunta dei legami eterei nella molecola di cellulosa ne aumenta la solubilità in acqua, introducendo al contempo dei gruppi di minore polarità. L'idrossipropilcellulosa produce delle gomme che possiedono una certa attività superficiale, rendendone utile l'impiego per stabilizzare emulsioni e schiume.

## Utilizzi
L'idrossipropilcellulosa è usata nell'industria farmaceutica come legante nella formulazione delle compresse e in preparati oftalmologici per la secchezza oculare. È anche un additivo alimentare noto con la sigla E463.
L'idrossipropilcellulosa trova impiego anche come matrice per la separazione del DNA tramite elettroforesi capillare e su microchip.

## Aspetti sanitari
Nel 2024 uno studio, pubblicato sulla rivista The Lancet, ha dimostrato che un gruppo di aditivi alimentari, complessivamente classificati come carragenine,  tra cui la gomma di carragenina, fosfato di tripotassio, citrato di sodio, derivati della cellulosa e gomma di guar, possono aumentare il rischio di diabete di tipo 2 (T2D).